# عائلة أبو رويشد (مسلسل)
عائلة أبو رويشد, مسلسل كوميدي سعودي عرض في الأول من رمضان 1419 الموافق 19 ديسمبر 1998.
ويلعب بطولته الفنان خالد سامي، وقد ظهرت شخصية «أبو رويشد» أول مره في إحدى حلقات مسلسل الحاسة السادسة 

## القصة
تدورأحداث المسلسل حول عائلة سعودية محورها الاب (أبو رويشد) والذي يحاول إصلاح المشاكل التي تحل على عائلته بطابع كوميدي بسيط.

## فريق العمل

### المخرج
- عامر الحمود [3]

### تأليف
- ليلى الهلالي [3]

### الممثلون
- خالد سامي
- إبراهيم الصلال
- لطيفة المجرن
- يوسف الجراح
- محمد العيسى
- فايز المالكي
- فضيلة المبشر
- فاطمة عبد الرحيم
- شيماء سبت
- شيلاء سبت
- حمد المزيني
- علي المدفع
- عبدالرحمن الخطيب
- احمد السريع
- عوض عبدالله
- احمد العبيد
- ابتسام عبدالله
- ابتسام العطاوي
- يوسف اليوسف
- فهد الركف
- فاطمة إسماعيل
- علي الشهابي
- زياد الخالدي
- علي الملا